# Hadrianus
För andra artiklar med namnet Hadrianus, se Hadrianus (förnamn).
Hadrianus, egentligen Publius Aelius Hadrianus, född 24 januari 76 e.Kr., död 10 juli 138 e.Kr., var romersk kejsare från år 117 till sin död. Han härstammade liksom sin föregångare Trajanus från Spanien. Under början av Hadrianus regering nådde Romarriket sin största utbredning.
Han var mycket mån om fred och inre stabilitet i sitt rike, och lät uppföra många byggnadsverk, däribland Hadrianus mur på gränsen mellan England och Skottland. Han företog inga större fälttåg och förde en defensiv utrikespolitik, något som dock kostade riket de parthiska områdena i Mesopotamien. Hadrianus var medlem av gens Aelia. Han var den tredje av de "fem goda kejsarna".
Hadrianus föddes i staden Italica i provinsen Baetica, i en väletablerad kolonistfamilj som ursprungligen kom från Picenum i Italien. Han var avlägsen släkting genom äktenskap till sin föregångare Trajanus. Trajanus utsåg aldrig officiellt en efterträdare, men enligt hans fru, Pompeia Plotina, utnämnde han Hadrianus till kejsare omedelbart före sin död. Emellertid var Trajanus fru vänligt inställd till Hadrianus, och han kan ha haft henne att tacka för att han blev kejsare.

## Uppväxt
Hadrianus föddes i Italica som ligger nära dagens Sevilla i Spanien. Hans far, Publius Aelius Hadrianus Afer, var en framträdande man i regionen. Hans mor var Domitia Paulina från Gades. Efter att hans far dött (troligen år 85) kom Hadrianus under förmyndarskap av Acilius Attianus och den framtida kejsaren Trajanus. Hadrianus blev skolad i olika ämnen som var vanliga bland dåtidens unga aristokrater, och var så förtjust i att läsa grekisk litteratur att han fick smeknamnet Graeculus ("liten grek"). Trots sin studieiver var han ingen innesittare, utan intresserade sig för musik, poesi, måleri och skulptur, som han också själv utövade. Dessutom studerade han filosofi och matematik och blev utbildad i simning, ridning och jakt. Även senare som kejsare marscherade han ofta till fots i full rustning med sina trupper.
Hadrianus tog värvning i armén någon gång under Domitianus regeringstid. Hans första tjänst var som tribun i Legio II Adiutrix. Senare blev han förflyttad till I Minervia i Germanien. När Nerva dog år 98 skyndade sig Hadrianus att informera Trajanus personligen. Han blev senare legatus för en legion i övre Pannonien och slutligen guvernör för denna provins. Han var också arkont i Aten under en kort period, och utsågs till atensk medborgare.
Hadrianus var aktiv i krigen mot dakerna (som legatus för V Macedonica) och sägs ha vunnit utmärkelser från Trajanus för sina framgångar. På grund av att få krigshandlingar skedde under hans tid som kejsare är hans militära kompetens inte särskilt väl dokumenterad, men han var intresserad av och kunnig om armén och hans bevisade administrativa förmåga tyder på en möjlig strategisk talang.
Hadrianus deltog i Trajanus expedition mot Parthien som legatus i Trajanus stab. Han gjorde inget anmärkningsvärt vare sig under den inledande segerrika fasen eller under den andra fasen av kriget då ett uppror bröt ut i Mesopotamien, men när guvernören av Syria måste skickas iväg för att reda ut förnyade oroligheter i Dakien utsågs Hadrianus till hans efterträdare, och fick därmed ett eget befälsområde. Vid det laget var Trajanus allvarligt sjuk och beslöt att återvända till Rom medan Hadrianus var kvar i Syria för att bevaka Romarrikets östra del. Trajanus kom bara till Selinus innan han blev för sjuk för att fortsätta. Hadrianus tycktes vara den självklare efterträdaren men hade fortfarande inte blivit utsedd till Trajanus arvtagare. När Trajanus låg för döden och vårdades av sin hustru Plotina, som var anhängare av Hadrianus, utsåg han slutligen Hadrianus till arvinge och dog sedan. Beskyllningarna om att Trajanus aldrig gjorde någon utnämning och att det i själva verket var Plotina som utsåg Hadrianus har aldrig gått att avfärda. Plotina arrangerade också Hadrianus äktenskap med Sabina, en annan släkting till Trajanus.

## Hadrianus blir kejsare

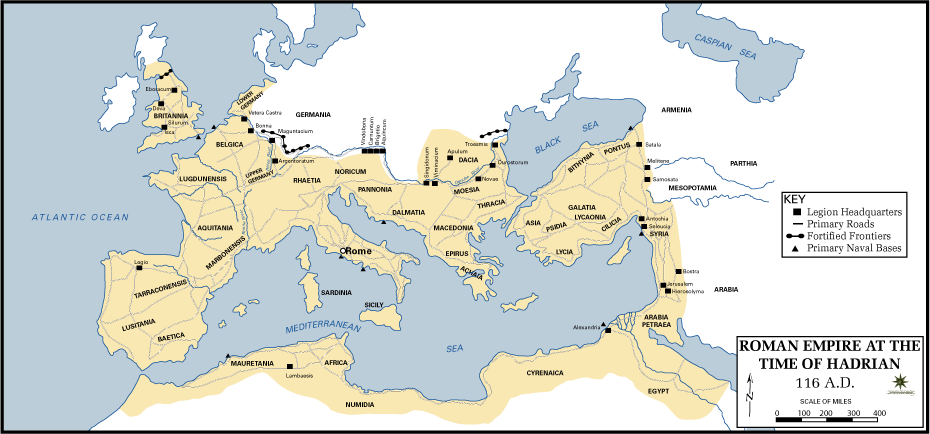
Romarriket vid tiden för Hadrianus tillträde som kejsare

Hadrianus fick snabbt stöd av legionerna. En potentiell motståndare, Lusius Quietus, blev omedelbart avsatt. Senaten godkände utnämningen när möjligen förfalskade adoptionspapper från Trajanus presenterades. Ryktet om att dokumentet var förfalskat, eventuellt av Plotina, var dock av mindre vikt. Den verkliga källan till Hadrianus legitimitet var stödet från arméerna i Syria och senatens ratificering.
Hadrianus åkte först inte till Rom. Han var upptagen med att reda ut problemen i den östra delen av riket och trycka ned den judiska revolt som hade brutit ut under Trajanus regering, och for sedan för att reda ut gränsen vid Donau. I stället sattes Attianus, Hadrianus tidigare förmyndare, att styra i Rom. Där "uppdagade" han en komplott som involverade fyra ledande senatorer, bland dem Lusius Quietus, och begärde att senaten skulle döma dem till döden. Det var inte fråga om någon rättegång, utan de infångades och dödades utan vidare. Eftersom Hadrianus inte var i Rom för tillfället kunde han hävda att Attianus hade agerat på eget bevåg. Enligt Elizabeth Speller var den verkliga orsaken till att de dödades att de var Trajanus män.

## Hadrianus som administratör
Hadrianus betraktas som en mycket skicklig administratör och som kejsare var han mycket inriktad på att stärka och reformera administrationen. Han begränsade senatens makt och byggde ut ämbetsmannaapparaten.
En sträng centralisering av förvaltningen genomfördes. Han höll strikt tillsyn över provinsguvernörerna och införde särskilda ämbetsmän för att kontrollera finanserna. Rättskipningen ordnades omsorgsfullt, och Italien likställdes med provinserna på så sätt att den där utövades av fyra domare (legati juridici eller enbart juridici) med konsulsrang som utsågs för var sitt distrikt och tog över viktiga juridiska funktioner från lokala domare. Ett juridiskt råd (consiliarii Augusti, senare kallat consistorium), som bestod av personer av högsta rang (särskilt jurister), blev en permanent grupp av rådgivare. Civilrättens utveckling främjades mycket av Hadrianus, som instruerade Salvius Julianus att sammanställa pretorsedikten till det så kallade edictum perpetuum, som till stor del blev grunden för Justinianus I Corpus juris. Kejsaren fäste särskilt stor vikt vid finansväsendet. Direkt skatteinsamling av imperiets prokuratorer ersatte systemet med jordbruk, och en särskild ämbetsman (advocatus fisci) inrättades för att se till imperiets statskassas intressen.
Hadrianus förbättrade även kommunikationerna och lät anlägga vägar och ordna postväsendet, som runtom i imperiet togs över av staten från de lokala ämbetsmännen. I stället för den dittills normala militära tjänstgöringen som förberedelse för statens ämbeten infördes i flera fall civil utbildning. Vissa ämbeten förbehölls riddarståndet, medan å andra sidan senatens inflytande på riksstyrelsen inskränktes. Högsta kontrollen utövade kejsaren själv.
Hans reformer av socialrätten gynnade särskilt samhällets lägsta klass, slavarna. På nytt inskärptes den bestämmelse som förbjöd ägaren att döda sin slav. Misshandel av slavar bestraffades och den rigoröst tillämpade lag, som påbjöd att alla husets slavar skulle dödas om husbonden mördades, inskränktes nu i sin tillämpning endast till de slavar som hade kunnat hjälpa sin herre. Vidare förbjöds försäljning av slavar för arenan, försäljning av slavinnor till yrkeskopplare, liksom godtycklig tortyr av slavar. Slutligen förnyades förbudet att kastrera dem. Denna humanisering av rätten gjorde vidare framsteg under Antoninerna.

## Hadrianus och militären
Fastän han själv var en utmärkt militär administratör kännetecknades hans regeringstid av en allmän frånvaro av större militära konflikter. Han gav upp de områden som Trajanus hade erövrat i Mesopotamien, eftersom han ansåg att de var omöjliga att försvara. Det kom nästan till krig mot Parthien omkring 121, men hotet avvärjdes när Hadrianus lyckades förhandla fram fred. Hadrianus slog ned ett väldigt judiskt uppror i Judéen (132-135) som leddes av Bar Kokhba, se vidare nedan.
Fredslinjen stärktes av att permanenta befästningar byggdes vid imperiets gränser (limites, singular limes). Den mest kända av dessa är den omfattande Hadrianus mur i Storbritannien. Gränserna vid Donau och Rhen förstärktes med en serie befästningsverk mestadels i trä, fort, utposter och vakttorn, de senare en förbättring särskilt för kommunikationer och säkerhet i det lokala området. För att uppehålla moralen och undvika att trupperna skulle bli rastlösa upprättade Hadrianus intensiva övningsrutiner och inspekterade personligen arméerna. Hans mynt visade militära bilder nästan lika mycket som fredliga. Hadrianus politik var fred genom styrka, eller till och med hot.

## Hadrianus och Judéen

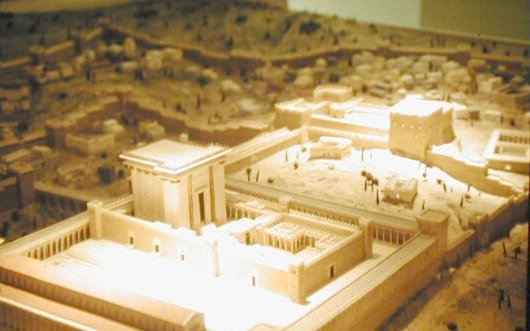
Modell av det judiska tempel som förstördes 70 e. Kr.

Hadrianus var först välvillig mot judarna och lovade dem att återuppbygga Jerusalem, som fortfarande låg i ruiner efter den stora judiska revolten och förstörelsen 70 e.Kr. Judarna kände sig dock bedragna när de fick reda på att han ville återuppbygga staden som en hednisk metropol och bygga ett nytt tempel tillägnat Jupiter på ruinerna av det judiska templet. När han förbjöd den rituella omskärelsen av pojkar, som han betraktade som stympning, blev stämningen allt mer anspänd och ett uppror lett av Bar Kokhba varade från 132–135. De romerska förlusterna var så avsevärda att Hadrianus utelämnade den tidigare obligatoriska formuleringen "jag och min armé är välmående" i redogörelsen till den romerska senaten.
Efter det brutala undertryckandet av revolten år 135 och ödeläggandet av Judéen – enligt Cassius Dios redogörelse blev 580 000 judar dödade, 50 befästa städer raserade och 985 byar förstörda –, försökte Hadrianus fullständigt utrota judendomen, som han ansåg var källan till de ihållande upproren.
Han förbjöd torahn och den judiska kalendern, han lät avrätta judiska lärda, de judiska heliga skriftrullarna brändes på Tempelberget och på det före detta tempelområdet uppställde han statyer av Jupiter och sig själv. I försöket att utplåna minnet av Judéen gav han den romerska provinsen det nya namnet Syria Palaestina, en kränkande påminnelse om tidigare fiender till judarna.
Han grundade Jerusalem på nytt under namnet Aelia Capitolina och förbjöd judar tillträde. Senare fick de tillträde till staden en gång om året vid Tisha B'Av för att sörja nederlag, tempelförstörelse och fördrivning. Judarna förblev därefter utspridda i diasporan och utan egen stat till 1948.

## Kärleksliv
Hadrianus sägs ha haft förhållanden med både män och kvinnor. Det finns många rykten om hans kärleksliv före hans tid som kejsare. Vissa hävdar att han hade en affär med Trajanus, andra att han hade en affär med Trajanus fru. Dessutom ska han också ha haft affärer med gifta kvinnor och med skådespelare. Affären med Trajanus är mindre sannolik, men en stor tillgivenhet förband honom med Trajanus fru.
Hans stora kärlek var Antinous, en ung bithynier. Man vet inte mycket om honom, inte ens om han var slav eller fri.
När han åkte runt i Egypten drunknade Antinous mystiskt i Nilen år 130. Hadrianus blev mycket bedrövad och grundade den egyptiska staden Antinopolis på den plats där Antinous drunknat. Kejsaren förde in hela imperiet i sin sorg och gjorde Antinous till den sista nya guden under antiken. Han lät uppföra många statyer och byster av Antinous.
Hadrianus fick inga barn i sitt äktenskap med Sabina.

## Konst och kultur

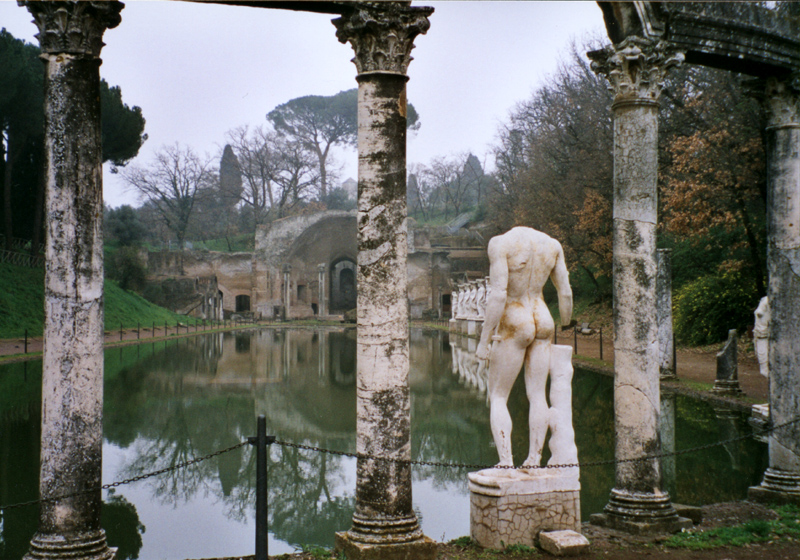
Trädgården vid Hadrianus villa i Tibur (dagens Tivoli)

Framför allt gynnade Hadrianus konsterna: Hadrianus villa vid Tibur (Tivoli) var det största romerska exemplet på en alexandrinsk trädgård, som gestaltade ett heligt landskap och påminde om de områden som han rest igenom. En stor del av trädgården är numera förstörd, då kardinalen d'Este använde mycket av Hadrianus marmor till att bygga sin egen Villa d'Este. I Rom blev Pantheon, byggt av Agrippa, berikat under Hadrianus och antog den form som det har än idag.
Konstantinbågen i Rom ska ha haft en kärna eller föregångare från Hadrianus tid. Han grundade kort före sin död Atheneum, en högre läroanstalt, i Rom.
Hadrianus var mycket grekiskvänlig i sin smak. När han besökte Grekland år 125 försökte han skapa en sorts provinsparlament för att knyta ihop alla halvautonoma tidigare stadsstater över hela Grekland och Jonien (i Mindre Asien). Detta parlament, känt som Panhellenion, misslyckades trots livliga försök att väcka samarbete bland grekerna.
Hadrianus var mycket bildad och var även verksam som författare. Han skrev en självbiografi, tal, av vilka två finns fragmentariskt bevarade i inskrifter, samt dikter. Den mest kända av de dikter som bevarats är en som han sades ha skrivit strax innan han dog.

## Hadrianus resor
Hadrianus tillbringade en stor del av sin regeringstid på resor. Även innan han blev kejsare hade han rest med den romerska militären och fått stor erfarenhet av resande. Mer än halva hans tid som kejsare tillbringade han utanför Italien. Andra kejsare lämnade ofta Rom enbart för att kriga och återvände snart efter att konflikter avslutades. Hadrianus såg däremot resandet som en grundläggande del av sin maktutövning och gjorde detta klart för senaten och folket. Han kunde göra detta därför att han hade en lojal anhängare i Rom inom de högre nivåerna i stadens samhällsliv, en militär veteran vid namn Marcius Turbo. Det finns också antydningar i vissa källor om att han använde en hemlig polisstyrka, frumentarii, för att utöva kontroll och inflytande om något skulle gå fel medan han färdades utanför Rom.
Hadrianus besök angavs av kommunikéer som ofta innehöll instruktioner för uppförande av nya offentliga byggnader. Hadrianus sysslade mycket med att stärka imperiet inifrån genom förbättrad infrastruktur, till skillnad från att erövra eller annektera fiender. Detta var ofta syftet med hans resor: att beställa nya byggnadsverk och projekt och koloniseringar. Hans mycket starka tro på grekisk kultur stärkte hans åsikter. Liksom många kejsare före honom blev Hadrianus nästan alltid åtlydd. Hans resande hov var stort och innefattade administratörer och sannolikt arkitekter och byggare. Bördan på de områden han passerade igenom var ibland stor. Samtidigt som hans ankomst vanligtvis medförde vissa fördelar är det möjligt att de som måste bära bördan var andra än de som mottog fördelarna. Exempelvis rekvirerades stora mängder proviant under hans besök i Egypten, vilket antyder att bördan på bönderna, som mestadels odlade för husbehov, måste ha varit outhärdlig och ha orsakat en viss svält.
Hadrianus första resa skedde 121 och syftade inledningsvis till att ha ryggen fri för att tillåta honom friheten att ägna sig åt sina allmänna kulturella målsättningar. Han reste norrut mot Germanien för att inspektera gränsen vid Rhen och Donau, och sköt till resurser för att förbättra försvarsanläggningarna där. Det var emellertid till imperiets själva gränser hans kanske mest betydelsefulla resa gick, då han fick höra om ett nyligen inträffat uppror och seglade till Britannien.

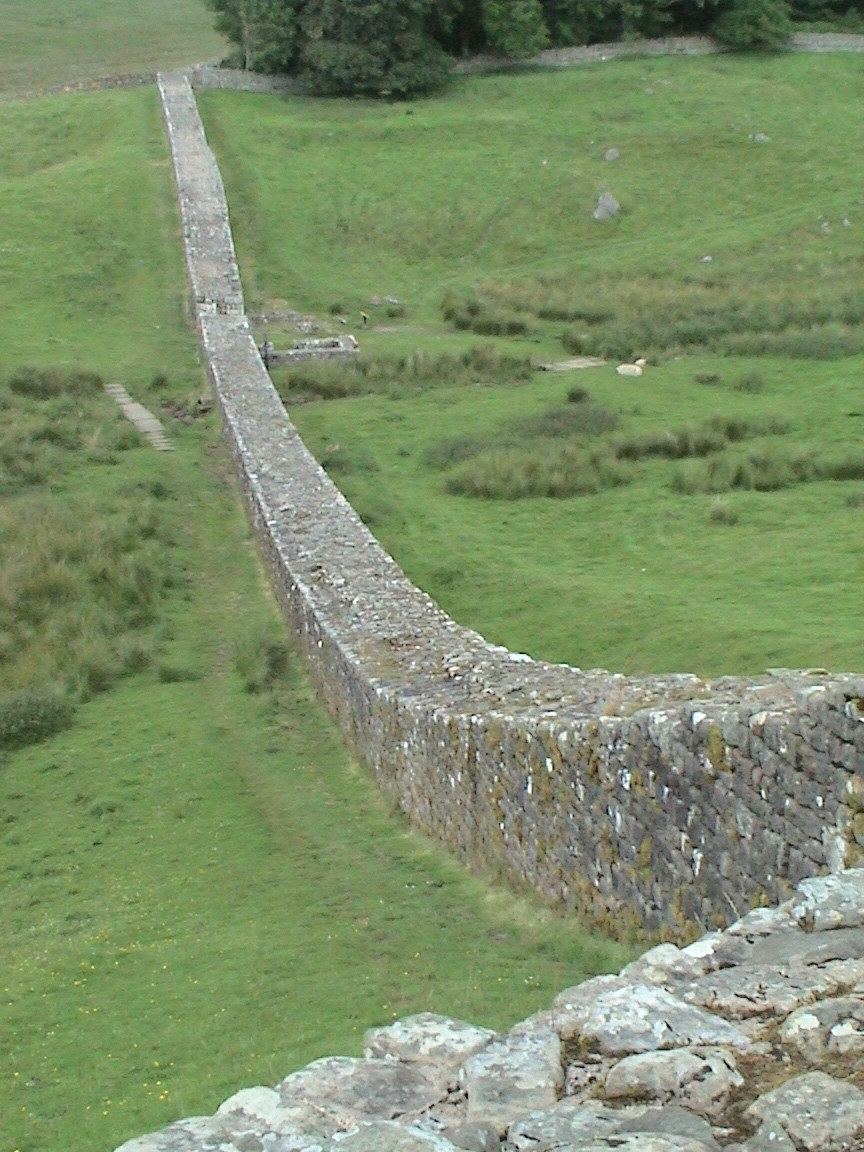
Hadrianus mur

### Britannien
Innan Hadrianus kom till Britannien hade ett betydande uppror rasat under ungefär två år (119–121). Hadrianus tog initiativ till att bygga Hadrianus mur 122. Muren byggdes huvudsakligen för att skydda gränsprovinsen Britannien genom att förhindra möjliga framtida invasioner från Kaledonien (nuvarande Skottland). Kaledonien beboddes av stammar som gemensamt kallades pikter. Hadrianus ansåg att pikterna skulle vägra anpassa sig till romersk livsstil, att de i det stora hela var barbarer. Han ansåg att Kaledonien var möjligt att erövra men att den svåra terrängen och högländerna gjorde ett sådant företag kostsamt och ogynnsamt för imperiet i stort. Därför beslöt han istället att bygga en mur. Det är kanske för byggandet av denna mur, som fortfarande bär hans namn och som fortfarande sträcker sig över ett stort område, som Hadrianus är mest känd. Den kan ses som symbolisk för Hadrianus vilja att stärka och befästa inom imperiet snarare än att föra krig och göra erövringar utåt. I slutet av 122 hade han avslutat sitt besök i Britannien och reste därifrån söderut till Mauretania.

### Parthien och Mindre Asien
År 123 anlände Hadrianus till Mauretania där han personligen ledde ett fälttåg mot lokala rebeller. Hans besök kom dock att bli kortvarigt, då det kom rapporter om att det östliga landet Parthien åter förberedde sig för krig. Hadrianus beslöt därför att snabbt resa österut. På denna resa är det känt att han vid något tillfälle besökte Kyrene och då personligen sköt till resurser för att utbilda unga män från goda familjer för den romerska armén.
När Hadrianus kom till Eufrat löste han problemet genom att förhandla fram en uppgörelse med den parthiske kungen (troligen Chosroes). Han inspekterade sedan de romerska försvarsanläggningarna innan han reste västerut längs Svarta havets kust. Han tillbringade troligen vintern i Nikomedia, den största staden i Bithynien. Då Nikomedia hade drabbats av en jordbävning kort innan Hadrianus kom dit var han generös med att tillhandahålla pengar för återuppbyggnad. Tack vare hans generositet hyllades han som den som återställde provinsen. Det är mycket möjligt att Hadrianus besökte Klaudiopolis och där fick syn på den vackre ynglingen Antinous. Källorna säger dock inget om när Hadrianus mötte Antinous, men det finns en avbildning av Antinous som visar honom som en ung man på ungefär 20 år. Eftersom denna utfördes strax innan han drunknade 130 torde Antinous ha varit en yngling på 13 eller 14. Många historiker tror på denna tidiga tidpunkt som den då Antinous flyttade hemifrån, men det är osannolikt att de omedelbart blev älskare. Det är möjligt att Antinous hade skickats till Rom för att läras upp till page och tjäna kejsaren, och därefter endast gradvis steg till en ställning som kejsarens gunstling.
Efter att han mött Antinous reste Hadrianus genom Anatolien. Det är ovisst vilken rutt han tog. Olika händelser beskrivs i källorna, som att han grundade en stad i Mysien, Hadrianutherae, efter en framgångsrik vildsvinsjakt. Vissa historiker tvivlar på att Hadrianus egentligen lät bygga staden över huvud taget. Vid ungefär denna tidpunkt framfördes planer på att bygga ett tempel i Mindre Asien, som skulle vara tillägnat kejsarna Trajanus och Hadrianus och utföras i skinande vit marmor.

### Grekland

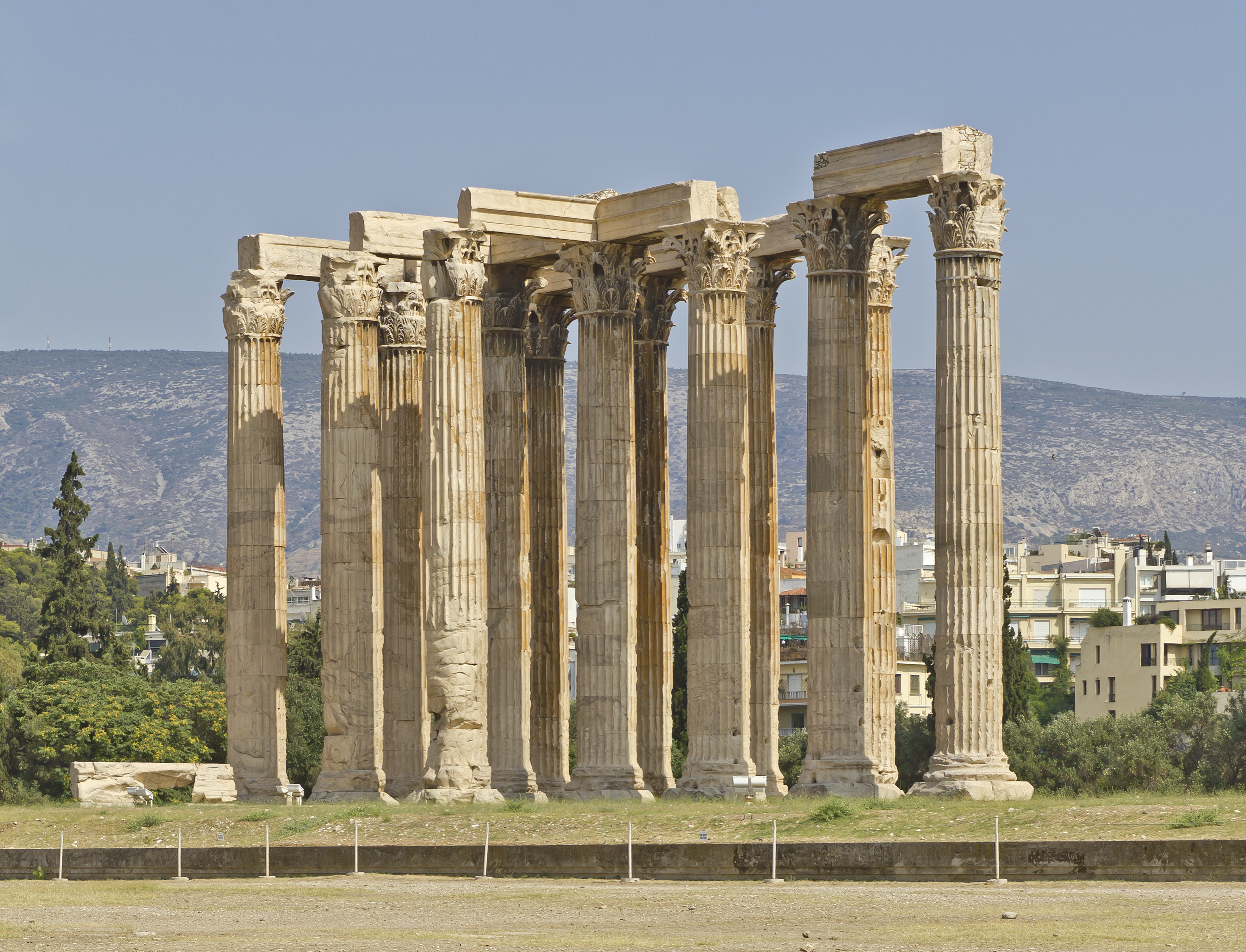
Zeustempel i Aten

Höjdpunkten för denna resa var det mål som greklandsvännen Hadrianus troligen alltid hade i sinnet, Grekland. Han anlände på hösten 124 i tid för att delta i de eleusinska mysterierna. På atenarnas begäran genomförde han en revidering av deras författning. Bland annat infördes en ny fyle med hans namn.
Under vintern reste han genom Peloponnesos. Hans exakta resväg är osäker, men det finns vissa spår efter den, som beskrivningar av Pausanias om tempel som byggts av Hadrianus och den staty av honom som byggts av de tacksamma medborgarna i Epidauros som tack till sin ”återuppbyggare”. Han var särskilt generös mot Mantinea, vilket stöder teorin att Antinous i själva verket redan var Hadrianus älskare, på grund av den starka förbindelsen mellan Mantinea och Antinous hem i Bithynien.
I mars 125 hade Hadrianus kommit till Aten och presiderade över festivalen Dionysia. Han satte igång ett omfattande byggnadsprogram. Olika härskare hade arbetat med att bygga ett tempel till Zeus, men det var Hadrianus som såg till att arbetet avslutades. Han tog också egna initiativ till att uppföra flera offentliga byggnader och även en akvedukt.

### Återkomst till Italien

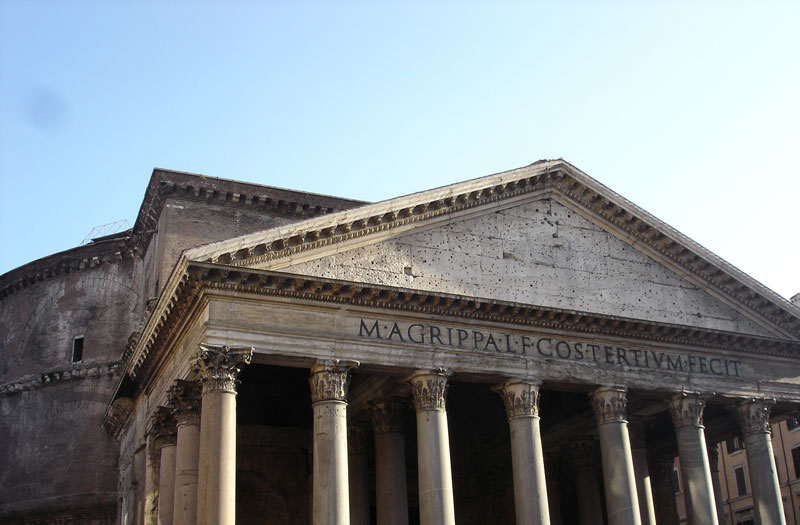
Pantheon: ombyggt av Hadrianus

När han återvänt till Italien gjorde Hadrianus en avstickare till Sicilien. Det finns mynt som hyllar honom som den som återupplivade ön, men det finns inga belägg för vad han gjorde för att få denna hyllning.
När han var tillbaka i Rom kunde hans själv se det fullbordade arbetet med att ombygga Pantheon. Hadrianus villa var också färdigbyggd nu. I början av mars 127 åkte Hadrianus på en resa runt Italien. Även denna gång är hans resväg känd främst genom de bidrag han gav till olika orter. Han beslöt att dela in Italien i fyra regioner styrda av kejserliga legater med konsulsrang. Denna reform, som i princip innebar att Italiens ställning blev densamma som provinsernas, blev inte populär och avskaffades inte lång tid efter Hadrianus död.
Det var ungefär vid denna tid som Hadrianus första gången blev sjuk, men vad än denna sjukdom var hindrade den honom inte från att resa iväg på våren 128 för att besöka Afrika.
Hadrianus återvände till Italien på sommaren 128 men stannade bara kortvarigt innan han gav sig ut på en ny resa som skulle vara i tre år. Denna resa skulle bli den mest betydelsefulla för att inte säga ödesdigra under hans regeringstid.

### Grekland och Asien
I september 128 deltog Hadrianus åter i de eleusinska mysterierna. Denna gång tycks hans besök i Grekland ha koncentrerats till Aten och Sparta. Han planerade nu det nya Panhellenion, en institution som skulle föra samman grekiska städer varhelst de befann sig. Mötesplatsen skulle vara det nya Zeustemplet i Aten. När han satt igång förberedelserna reste Hadrianus till Efesos.

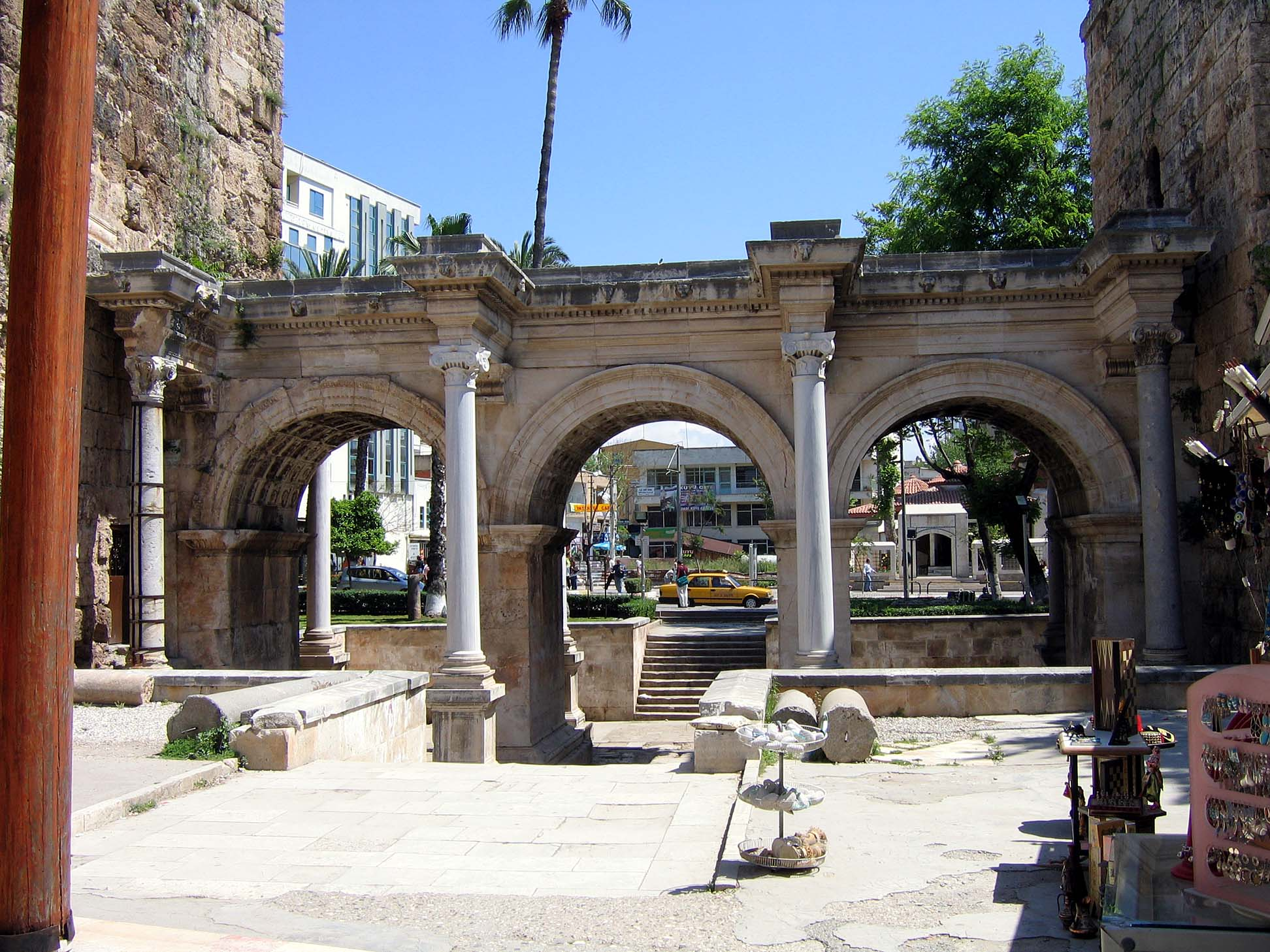
Hadrianus port i Antalya

Under 129 färdades han i Mindre Asien och Syria. Han samlade östliga kungar och furstar till ett möte (troligen i Samosata). Han tillbringade vintern i Antiochia och reste sedan söderut på våren 130. Han beordrade då att Jerusalem skulle återuppbyggas under namnet Aelia Capitolina.

### Egypten och åter till Rom
Hadrianus fortsatte sedan genom Arabien till Egypten, där han återuppbyggde Pompejus grav i Pelusium och gjorde den mycket ståtlig. Efter en kort vistelse i Alexandria gjorde han en utflykt upp för Nilen, och under denna förlorade han sin älskade Antinous. Den 21 november 130 sägs Hadrianus, eller åtminstone hans fru Sabina, ha hört den musik som sades komma från Memnons staty i Thebe vid soluppgången. Från Egypten återvände Hadrianus genom Syria till Europa (hans exakta resväg är okänd). Det har uppgivits att han på grund av det judiska upproret begav sig till Palestina på våren 133, men det är osäkert om han verkligen personligen kom dit. Hadrianus överlämnade befälet till sin kunnige general Julius Severus och återvände på våren 134 till Rom.

## Slutet

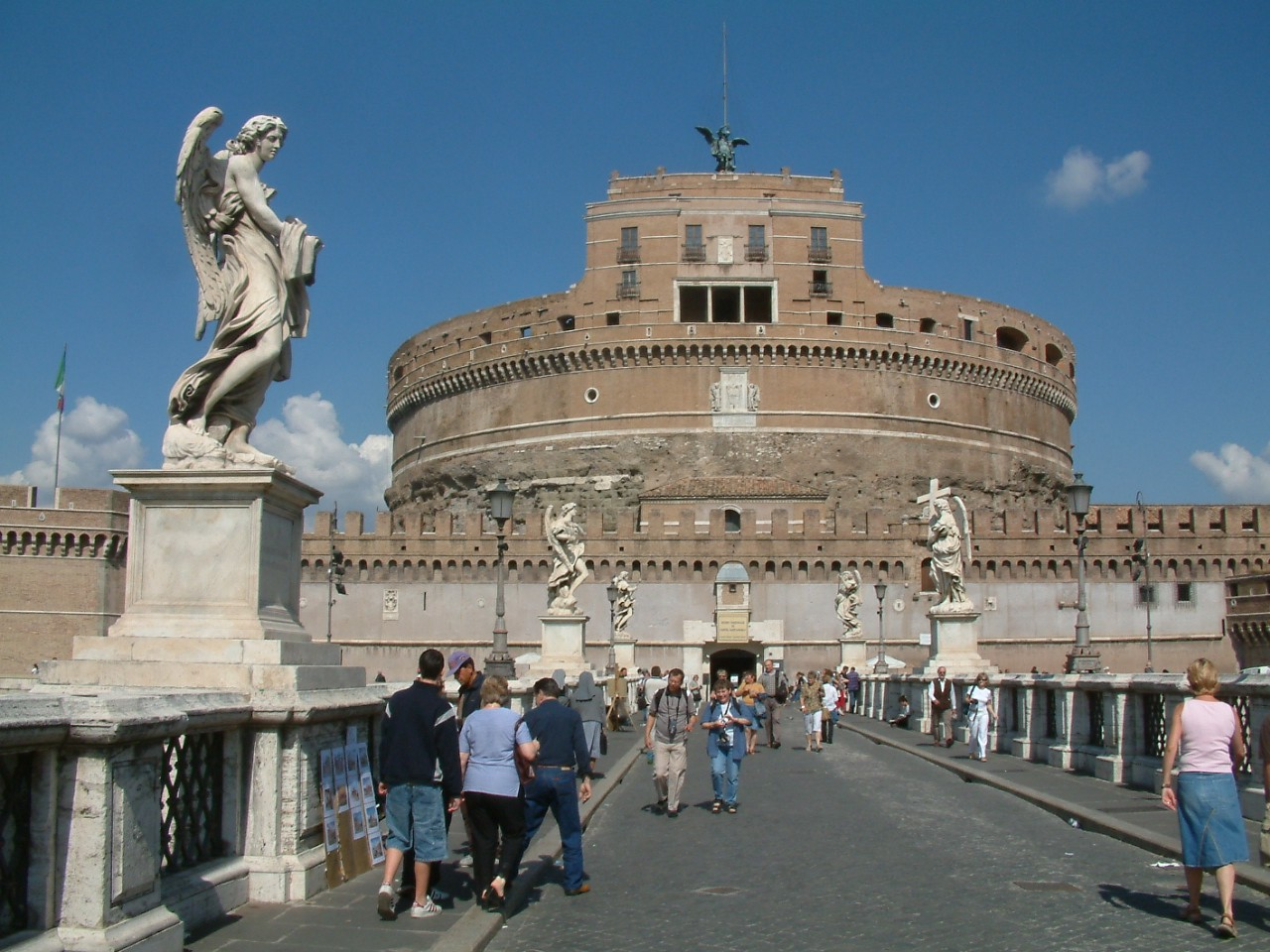
Castel Sant'Angelo, tidigare Hadrianus mausoleum.

Under slutet av sitt liv var Hadrianus sjuklig. Han tillbringade de sista åren dels i huvudstaden, dels i sin villa vid Tibur. Det var nu nödvändigt att utse en arvinge, eftersom han inte hade några egna barn.
Egentligen förutsågs Aelius Verus som efterträdare till Hadrianus, men denne dog före Hadrianus. Kejsaren adopterade därför den 25 februari 138 Antoninus Pius med befallningen att denne skulle adoptera Marcus Annius Verus, den senare kejsaren Marcus Aurelius, och Lucius Verus, Aelius son. Genom denna sammanlänkning av adoptioner bestämde Hadrianus de romerska kejsarna för det nästa halva århundradet efter sin död.
Hadrianus avled i sin villa i Baiae. Han begravdes tillsammans med sin fru Vibia Sabina i ett mausoleum på västra stranden av Tibern i Rom, en byggnad som senare ombyggdes till en fästning, Castel Sant'Angelo.

## Utmärkelser
Asteroiden 7446 Hadrianus är uppkallad efter honom.

## Hadrianus i litteraturen
Historia Augusta, en antologi av biografier om romerska kejsare, inleds med en biografi om Hadrianus.
 Detta verk är dock inte helt tillförlitligt och det är osäkert hur mycket som är fakta och hur mycket fiktion. En annan betydelsefull antik källa är Dio Cassius romerska historia från 200-talet. Historieskrivarna har ofta beskrivit Hadrianus som gåtfull och motsägelsefull till sin karaktär.
Marguerite Yourcenar har skrivit romanen Mémoires d'Hadrien (publicerad 1951), en fiktiv självbiografi om Hadrianus, och Viktor Rydberg har skrivit om Antinous i sin Romerska sägner.